# Tard
Tard là một thị trấn thuộc hạt Borsod-Abaúj-Zemplén, Hungary. Thị trấn này có diện tích 40,5 km², dân số năm 2010 là 1321 người, mật độ 33 người/km².